# خافيير بورتيو
خافيير بورتيو (بالإسبانية: Javier Portillo) مواليد 30 مارس 1982 في آرنخويث، هو لاعب كرة قدم إسباني دولي سابق كان يلعب كمهاجم. لعب خلال مسيرته 372 مباراة سجل خلالها 96 هدفاً.

## مرحلة الشباب

### أندية لعب لها
- ريال مدريد

## المسيرة الاحترافية

### أندية لعب لها
- ريال مدريد كاستيا
- ريال مدريد
- خيمناستيك طركونة
- أوساسونا
- نادي إيركوليس
- نادي لاس بالماس

## روابط خارجية
- خافيير بورتيو على موقع الاتحاد الأوربي (الإنجليزية)
- خافيير بورتيو على موقع قاعدة بيانات كرة القدم.إي يو (الإنجليزية)
- خافيير بورتيو على موقع Soccerway.com (الإنجليزية)
- خافيير بورتيو على موقع عالم كرة القدم.نت (الإنجليزية)
- خافيير بورتيو على موقع AS.com (الإسبانية)